# Rebreuve-sur-Canche
Pour les articles homonymes, voir Rebreuve et Canche.
Rebreuve-sur-Canche est une commune française située dans le département du Pas-de-Calais, en région Hauts-de-France. Ses habitants sont appelés les Rebreuvois. La commune est membre de la communauté de communes des Campagnes de l'Artois.

## Géographie

### Localisation
Localisée dans le sud du département du Pas-de-Calais et limitrophe du département de la Somme, Rebreuve-sur-Canche est une commune rurale de la vallée de la Canche située, à vol d'oiseau, à 4 km à l'est de la commune de Frévent, à 13 km à l'ouest de la commune d'Avesnes-le-Comte et à 31 km à l'ouest de la commune d'Arras (chef-lieu d'arrondissement et préfecture du Pas-de-Calais).
Rebreuve-sur-Canche (en picard, Arbreuve-su-Canche), comme son nom l'indique, a son terroir situé de part et d'autre de la Canche. La commune possède deux hameaux : Honval au nord (Hinvau) et la Couture (El Coture) au sud. Il existait autrefois un autre hameau ou écart, nommé le Hamel que l'on situe comme un canton ou fief seigneurial proche de la fontaine de la Caute (fontangne del Kiaute) et les maisons situées sur les « Montagnes ». Les dénombrements des fiefs indiquent que le hameau de Mortagne, qui fait partie aujourd'hui de Rebreuviette, dépendait de Rebreuve ; on ne sait à quelle époque cette partie du territoire fut détachée de la commune.
Rebreuve-sur-Canche a la particularité de se trouver parfaitement sur le méridien de Paris, ce qui lui a valu en l'an 2000, dernière année du siècle, l’honneur d'être un des villages sur la « Méridienne verte ».
Le territoire de la commune est limitrophe de ceux de neuf communes, dont une, Bouquemaison, dans le département de la Somme.
Les communes limitrophes sont Bonnières, Bouret-sur-Canche, Canettemont, Houvin-Houvigneul, Ivergny, Rebreuviette, Sibiville, Le Souich et Bouquemaison.

### Géologie et relief
Le centre du village est à une altitude de 72 mètres mais les collines le surplombant culminent à 149 mètres. C’est de cette différence que leur vient le nom de « Montagnes ».

### Hydrographie
La commune est située dans le bassin Artois-Picardie.
Le territoire communal est drainé par deux cours d'eau :
- le Canche, fleuve côtier d'une longueur de 100,22 km qui prend sa source dans la commune de Gouy-en-Artois et se jette dans la Manche entre Étaples et Le Touquet-Paris-Plage[4] ;

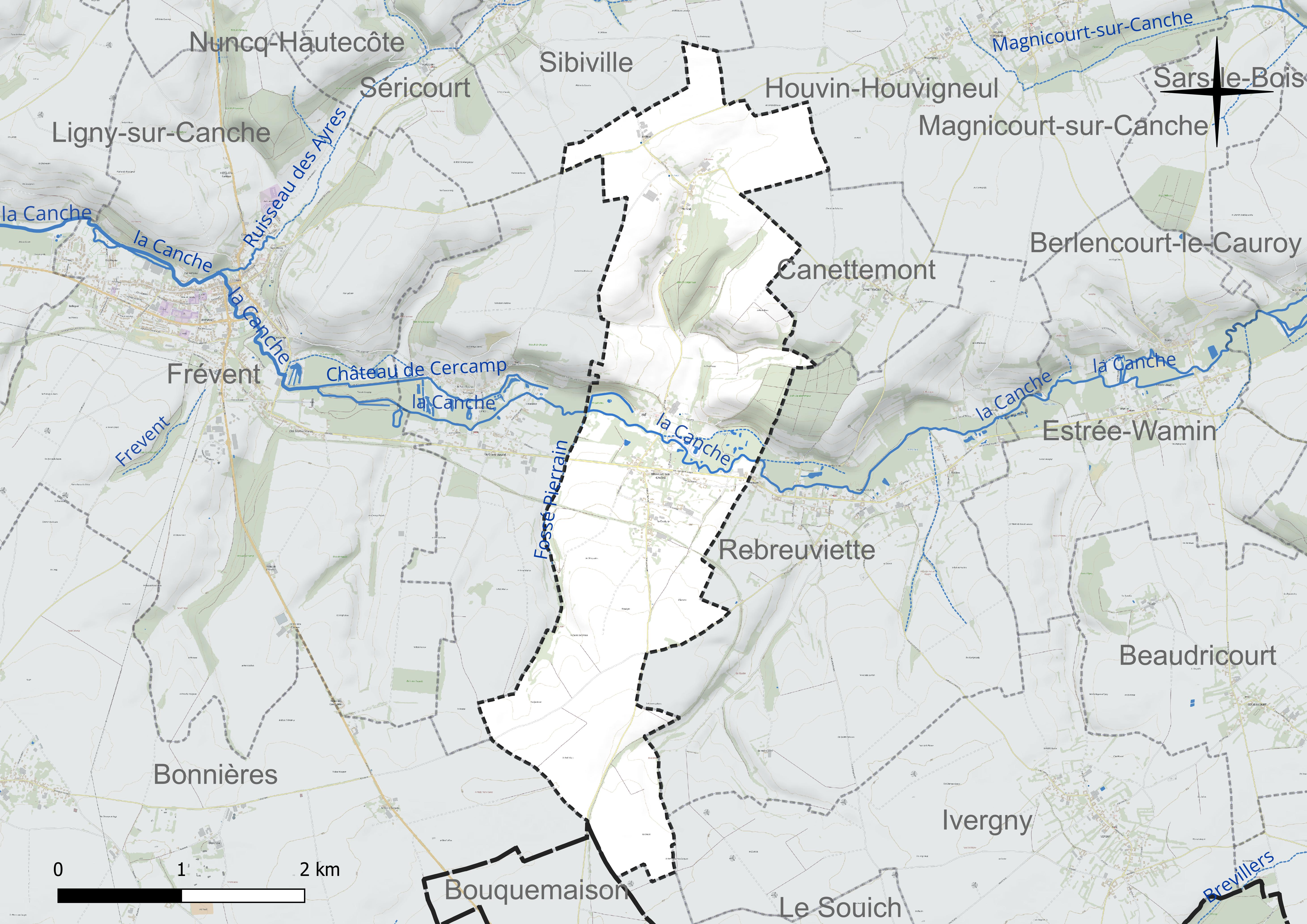
Réseau hydrographique de Rebreuve-sur-Canche.

- le fossé Pierrain, d'une longueur de 1,3 km qui prend sa source dans la commune de Bouret-sur-Canche et se jette dans la Canche au niveau de la commune[5].

### Climat
Pour des articles plus généraux, voir Climat des Hauts-de-France et Climat du Nord-Pas-de-Calais.
En 2010, le climat de la commune est de type climat océanique dégradé des plaines du Centre et du Nord, selon une étude du CNRS s'appuyant sur une série de données couvrant la période 1971-2000. En 2020, Météo-France publie une typologie des climats de la France métropolitaine dans laquelle la commune est exposée à un climat océanique et est dans la région climatique Côtes de la Manche orientale, caractérisée par un faible ensoleillement (1 550 h/an) ; forte humidité de l’air (plus de 20 h/jour avec humidité relative > 80 % en hiver), vents forts fréquents.
Pour la période 1971-2000, la température annuelle moyenne est de 10,1 °C, avec une amplitude thermique annuelle de 14,1 °C. Le cumul annuel moyen de précipitations est de 817 mm, avec 12,8 jours de précipitations en janvier et 9,1 jours en juillet. Pour la période 1991-2020, la température moyenne annuelle observée sur la station météorologique la plus proche, située sur la commune de Saulty à 15 km à vol d'oiseau, est de 10,4 °C et le cumul annuel moyen de précipitations est de 899,7 mm,. Pour l'avenir, les paramètres climatiques de la commune estimés pour 2050 selon différents scénarios d'émission de gaz à effet de serre sont consultables sur un site dédié publié par Météo-France en novembre 2022.

### Paysages
La commune s'inscrit dans les « paysages du Ternois » tels qu’ils sont définis dans l’atlas de paysages de la région Nord-Pas-de-Calais, conçu par la direction régionale de l'Environnement, de l'Aménagement et du Logement (DREAL),.
Ces paysages, qui concernent 138 communes avec trois pôles d’attraction que sont Hesdin à l'ouest, Saint-Pol-sur-Ternoise à l’est et, dans une moindre mesure, Frévent en lisière sud, sont délimités par deux cours d’eau : la Canche au Sud et la Ternoise au Nord. Ces paysages sont composés de plateaux, de vallées et de bocages. Les plateaux du Ternois montrent une structure tabulaire assez plane et une altitude assez régulière avec des points culminants entre 150 et 160 m.
Le territoire d’une vingtaine de kilomètres du Nord au Sud et d’Est en Ouest, est traversé par la D 939 reliant Saint-Pol-sur-Ternoise à Hesdin, par la D 912 entre Saint-Pol-sur-Ternoise et Frévent et par la ligne ferroviaire de Saint-Pol-sur-Ternoise à Étaples dans la vallée de la Canche. La position excentrée, en l’absence de grands axes autoroutiers ou ferrés structurants, a permis au Ternois de conserver un caractère rural et une certaine qualité de paysage.
Au niveau de l’occupation des sols, les surfaces cultivées sont omniprésentes sur les plateaux, avec majoritairement la culture de la betterave et de la pomme de terre, et représentent près de 72 % de la surface totale de ces paysages du Ternois, les espaces artificialisés, cantonnés dans les fonds de vallée, représentent 13 % et les surfaces boisées, présentes dans les deux principales vallées de la Ternoise et de la Canche, ne représentent que 6 %.

### Milieux naturels et biodiversité

#### Zones naturelles d'intérêt écologique, faunistique et floristique
L’inventaire des zones naturelles d'intérêt écologique, faunistique et floristique (ZNIEFF) a pour objectif de réaliser une couverture des zones les plus intéressantes sur le plan écologique, essentiellement dans la perspective d’améliorer la connaissance du patrimoine naturel national et de fournir aux différents décideurs un outil d’aide à la prise en compte de l’environnement dans l’aménagement du territoire.
Le territoire communal comprend deux ZNIEFF de type 1 : 
- la haute vallée de la Canche en amont de Conchy-sur-Canche. Cette ZNIEFF correspond à la moyenne et à la haute vallée de la Canche, de l’amont de la commune de Conchy-sur-Canche jusqu’aux sources, au niveau de Magnicourt-sur-Canche[14] ;
- la vallée du Vivier à Bouret-sur-Canche et le bois de Gargantua à Rebreuve-sur-Canche. Cette ZNIEFF s’étend sur la rive droite de la Canche et est formée, à l’Ouest d’un coteau où apparaît la craie blanche sénonienne à silex, et à l'Est, un boisement[15].

et une ZNIEFF de type 2 : la haute vallée de la Canche et ses versants en amont de Sainte-Austreberthe qui se situe dans le pays du Ternois. Elle offre un relief de coteau abrupt au Nord et des pentes douces au Sud. Le fond de vallée est constitué de pâturages et de zones de cultures. Les versants les plus pentus et inaccessibles accueillent des boisements.

Carte des ZNIEFF de type 1 et 2 sur la commune
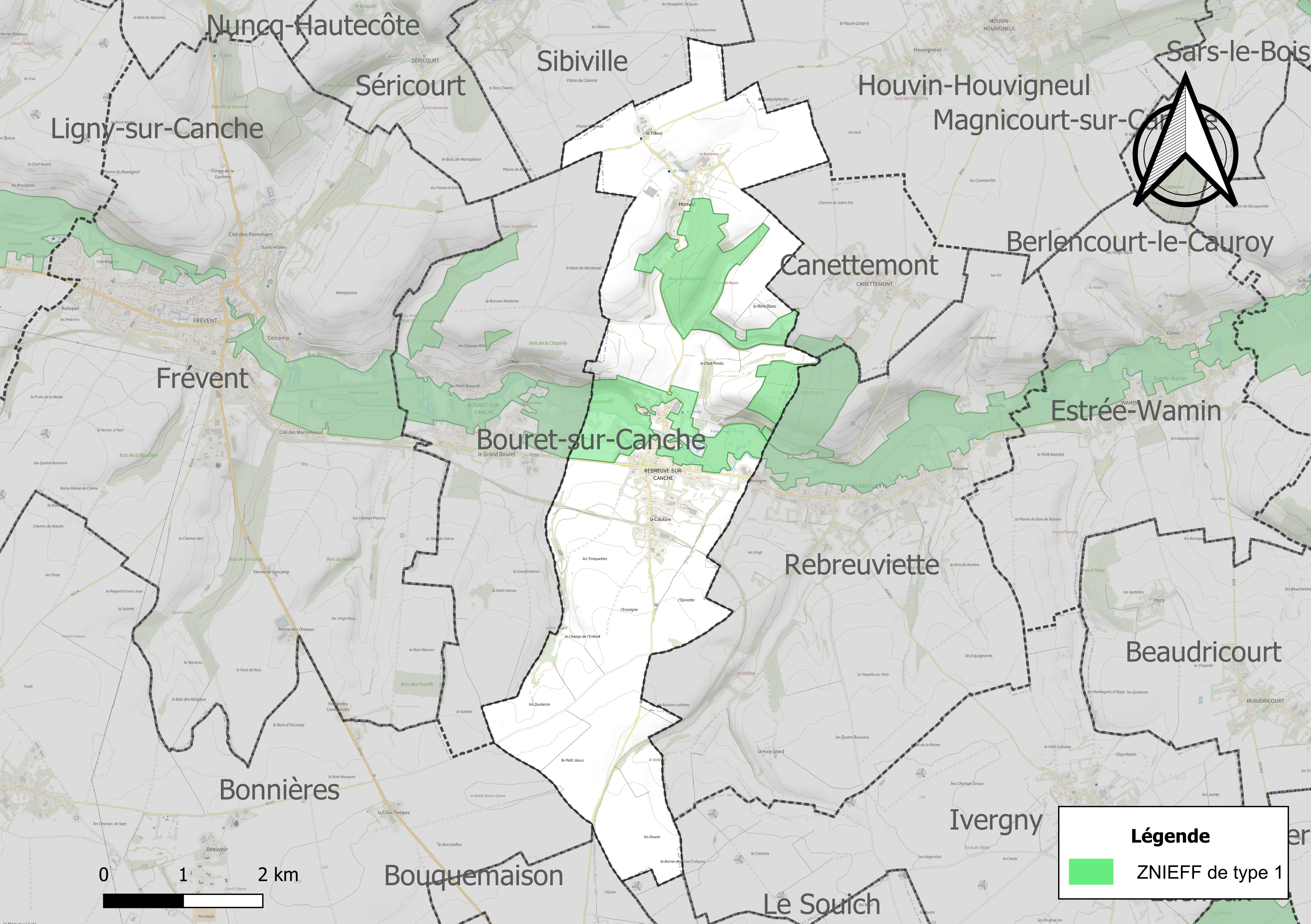
Carte des ZNIEFF de type 1 sur la commune.
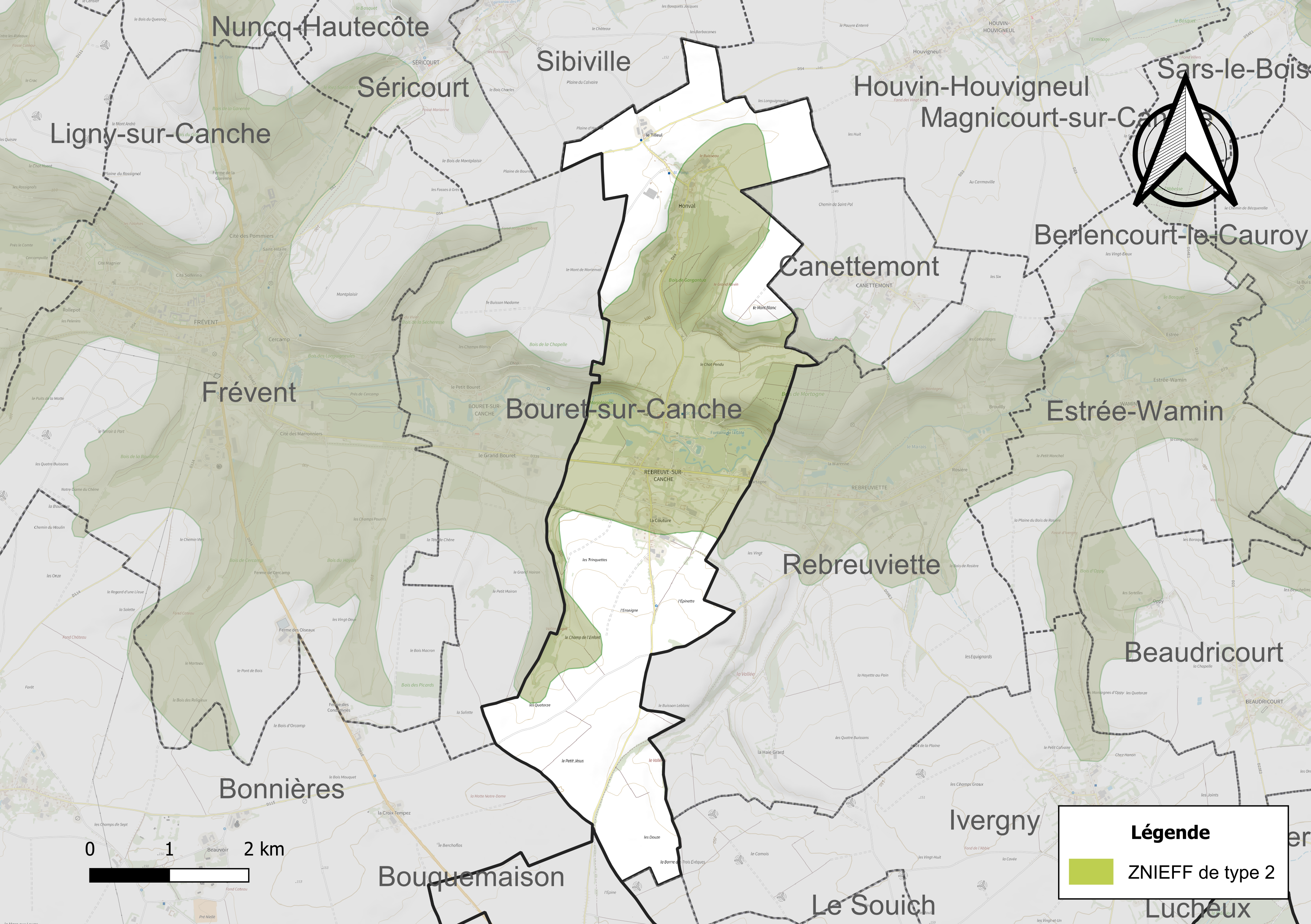
Carte de la ZNIEFF de type 2 sur la commune.

#### Espèces faunistiques et floristiques
L’Inventaire national du patrimoine naturel (INPN) recense plusieurs espèces faunistiques et floristiques sur le territoire de la commune dont certaines sont protégées et d’autres menacées et quasi-menacées.

## Urbanisme
Sur une gravure se trouvant dans les albums du duc de Croÿ, datée 1610, et qui montre le village dans son ensemble, on devine qu'à cette époque Rebreuve était bâti sur la rive droite de la Canche, en habitat groupé, tout en laissant une large bande de marais entre ce fleuve et les premières maisons du village.
Aujourd'hui, Rebreuve est plutôt un village qui possède un habitat dispersé, peu de maisons sont mitoyennes.

### Typologie
Au 1er janvier 2024, Rebreuve-sur-Canche est catégorisée commune rurale à habitat dispersé, selon la nouvelle grille communale de densité à sept niveaux définie par l'Insee en 2022.
Elle est située hors unité urbaine et hors attraction des villes,.

### Occupation des sols
L'occupation des sols de la commune, telle qu'elle ressort de la base de données européenne d’occupation biophysique des sols Corine Land Cover (CLC), est marquée par l'importance des territoires agricoles (86,4 % en 2018), une proportion identique à celle de 1990 (86,4 %). La répartition détaillée en 2018 est la suivante : 
terres arables (61,9 %), prairies (21,1 %), forêts (8,4 %), zones urbanisées (5,2 %), zones agricoles hétérogènes (3,3 %). L'évolution de l’occupation des sols de la commune et de ses infrastructures peut être observée sur les différentes représentations cartographiques du territoire : la carte de Cassini (XVIIIe siècle), la carte d'état-major (1820-1866) et les cartes ou photos aériennes de l'IGN pour la période actuelle (1950 à aujourd'hui).

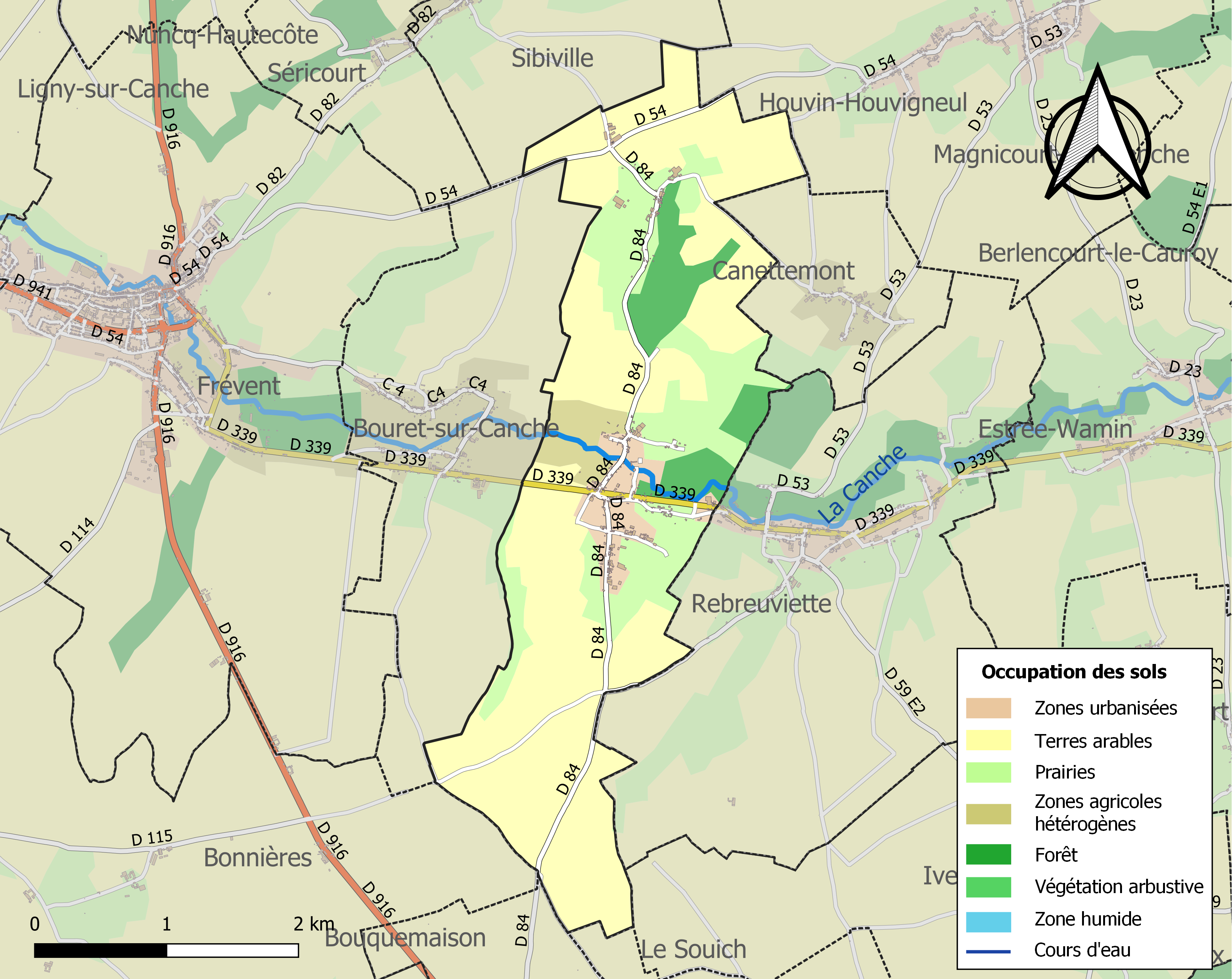
Carte des infrastructures et de l'occupation des sols de la commune en 2018 (CLC).

### Lieux-dits, hameaux et écarts
- Si vous ne connaissez pas le sujet, laissez ce bandeau (vous pouvez alors contacter les auteurs).
- Si vous supprimez le contenu mis en cause (vous pouvez préalablement contacter les auteurs),

argumentez précisément cette suppression dans la page de discussion
(un manque de référence n'est pas un argument ; une recherche réelle de référence doit avoir été effectuée, être formellement documentée).
Rebreuve sur Canche est divisé en plusieurs terroirs ou hameaux qui font la somme de la commune.
Ces hameaux se nomment Honval (Honval-lez-Rebreuve), au nord, la Couture, au sud, divisé antérieurement en la Couture la Basse et la Couture la Haute. Le centre du village, l'ancienne seigneurie dite à Cloche car elle est la seigneurie principale comportant le clocher de la paroisse. Il y avait aussi, avant 1550, un autre hameau aujourd'hui disparu portant le nom de Hamel ; lieu compris entre les anciens moulins de la paroisse et la fontaine dite fontaine de Caute.
Sibiville : au nord de Rebreuve et donc mitoyenne du hameau de Honval, possède une collection de registres BMS depuis 1650 avec des lacunes.
Houvin Houvigneul: au nord-est du hameau de Honval, ces deux communes réunies en une seule au milieu du XIXe siècle, a perdu ses registres anciens de l'état civil ; pas de registre avant 1737. Un essai de reconstitution est actuellement entrepris d'après les actes notariés.
Canettemont : paroisse commune avec Sibiville jusqu'en 1792, elle dépendra par la suite de Rebreuve. Sa collection de registres aux BMS débute en 1680 mais il y a de nombreuses lacunes. C'est un petit village de moins de 100 habitants, il possède une petite et jolie église qui à beaucoup souffert de l'outrage du temps. C'est M. Boucly qui en est aujourd'hui le premier magistrat.
Il y eut dans ce village des personnages hors du commun avec de forts caractères comme l'étaient les Debret qui dirigèrent pendant plusieurs siècles les destinés villageoises. Citons le capitaine Debret militaire en retraite, chevalier de la Légion d'honneur, qui devint par la suite maire de la commune.
Rebreuviette : commune à l'est de Rebreuve et elle est aussi sur la rivière Canche avec autrefois deux moulins à eau et un moulin à vent au-dessus du hameau de Brouilly. Cette commune a la particularité d'avoir de très nombreux hameaux ce qui a probablement empêché la fixation d'un nom particulier. En effet, Rebreuviette vient de Petit Rebreuve. Le terroir se décompose ainsi :
Les hameaux : Mortagne, avec une chapelle castrale ; Warenne, puis : Brouilly, autrefois paroisse, avec registres aux BMS. La forme picarde du nom est Brolly. Il y avait autrefois, avant le XVIe siècle, un château fort appartenant à la famille de Saveuse ; celle-ci pour ne plus être imposée, le fit raser au grand dam du comte de Saint-Pol qui se saisit des biens de la famille de Saveuse. Rosière et Brouilly devinrent la propriété et seigneurie, au XVIIe siècle, de la famille de Pisseleu dont était issue Anne de Pisseleu : le nom de de Pisseleu  s'éteignit à Rebreuviette au milieu du XVIIIe siècle n'ayant plus de descendant mâle.
La Rosière : la forme ancienne du nom est « à Le Rosière ».
Marteloy : centre de la commune avec la seigneurie à Cloche, la ferme seigneuriale portait le nom picard de cinsse du Marteloy. En effet, Rebreuviette aurait dû porter le nom de Marteloy puisque c'est le chef-lieu de la paroisse. Et ainsi, le curé du Neufgermain, prêtre de la paroisse en 1690, nomme ainsi son village : « Moi, du Neufgermain, curé de la paroisse de Rebreuviette dite Marteloy ». La forme ancienne en Picard du nom du village est « Al Bleuviette » ou « Al Breuviette ». Rebreuviette est aussi le berceau de la famille Pétain (autrefois De Pétain) dont un membre de celle-ci s'installa à la fin du XVIIe siècle aux environs de Cauchy-à-la-Tour ; c'était un très lointain ancêtre du maréchal Pétain.
Le Souich : au sud de Rebreuve avec des registres aux BMS bien avant la fin du XVIIIe siècle. La  forme ancienne de la commune du Souich est en picard au Soui et ainsi l'on dit "éch min vau au Soui" ; c'est-à-dire je m'en vais au Souich.
Bouret-sur-Canche : commune à l'ouest du terroir de Rebreuve, elle se divise en deux entités : le petit et Grand Bouret. Ces deux quartiers de la commune se composent de l'ancienne seigneurie à Cloche qui est le Grand Bouret et le centre du village, et le petit Bouret autrefois bien peuplé mais ayant aujourd'hui perdu une grande partie de sa population, et a son centre autour de la chapelle Notre-Dame-de-Bon-Secours. Bouret possède des registres aux BMS depuis 1690 avec des lacunes mais dépendant de la paroisse de Saint-Hilaire-en-Frévent, des actes de Bouret s'y trouvent inclus.

## Toponymie
Le nom de la localité est attesté sous les formes Ecclesia Rebroviensis en 1097 ; Rebrueves en 1135 ; Rebruvæ en 1136 ; Arbruviæ en 1137 ; Rebroviæ en 1198 ; Rebroves en 1242 ; Rebreves en 1243 ; Rebruviæ en 1265 ; Rebrueves en 1305 ; Rebreuves en 1380 ; Rebroeves en 1507 ; Rebrewez vers 1512 ; Rebresves en 1559 ; Rebreuve en 1793 ; Rebreuve et Rebreuve-sur-Canche depuis 1801.
Apparemment les formes ci-dessus ont toutes en commun deux éléments :
- ar- ou er- (préfixe)
- -brov- ou -bru[e]v- (radical)

L'origine de ce radical pourrait être soit : Borvo : le dieu des eaux de la mythologie gauloise ou le nom commun borva qui lui est apparenté, d'où bourbe en français.
Il parait moins aventureux d'admettre les sens en rapport avec la situation géographique de ce village[réf. nécessaire].
Qu'il s'agisse du « Village près du marais » ou « Près de la source dédiée à Borvo » ; tous ces sens nous ramènent à une civilisation de l'eau. À une époque, en tout cas, dans laquelle l'eau avait une très grande importance pour la vie et la circulation[source insuffisante].
La Canche est un fleuve côtier du Pas-de-Calais.

## Histoire
La commune « village près du gué » ou « village près du pont » était peut-être l'un des points de traversée (gué) de la Canche. Il en existait de nombreux autres dont à Attin où selon Pierre Jean Baptiste Bertrand (1829) « Ce gué donnait la facilité de passer la Canche pour communiquer avec l'intérieur du pays, par l'une des branches des sept voies », ou le gué d'Étaple (uniquement franchissable à marée basse).
Robert de Framecourt, fils de Pierre de Framecourt et de Ghislaine de Saint-Léger, écuyer, seigneur de Framecourt, achète la seigneurie de Rebreuves (de 370 journels ou journaux soit environ 118 hectares) en 1425 à Marguerite de Monbertaut pour la somme de 580 saints d'or. Son fils Jean de Framecourt, dit Brunet, bailli de Lillers, écuyer, est cité seigneur de Rebreuves en 1441 et 1445. Le neveu de ce dernier, Guillaume de Framecourt, est cité en 1476, 1491 et 1507 dans les coutumes locales du bailliage d'Amiens comme seigneur de Rebroeuvres.

### Artois Province Unie (avant 1659)
Avant 1659, Rebreuve faisait partie du Saint Empire Romain Germanique. La province d'Artois était l'une des Provinces Unies Espagnoles ; c'est ce qu'on appelait encore en 1789 les "Provinces Belgiques" comprenant alors l'Artois, La Flandre (française), le Hainaut et le Cambrésis.
La paroisse de Rebreuve était alors gérée au niveau civil par des lieutenants -lieutenant civil- qui dépendaient eux-mêmes du seigneur propriétaire. L'administration générale de l'Artois se faisait par le Conseil d'Artois, à Arras, (nommée aussi Atrecht) qui décidait des impôts et de la justice. la province d'Artois n'était pas soumise à la gabelle.
À Rebreuve, l'administration villageoise se composait de ses lieutenants, bailly et « sergeant » : le lieutenant disait la loi, le bailly, la loi et le « sergeant » appliquait les décisions. Il y eut jusqu'à trois lieutenants dans la paroisse ; qui correspondent aux seigneuries. Un lieutenant à Honval, un lieutenant à la Couture et un lieutenant à Rebreuve même. La seigneurie principale, et son lieutenant, était la seigneurie "à Cloche" c'est-à-dire le lieu où il y avait l'église. Ce lieutenant avait de grandes prérogatives en plus de celle de faire respecter la « Coustume » ; la Coutume, c'est-à-dire les lois régissant la commune. Il avait l'honneur d'avoir sa place réservée dans l'église, le banc du premier rang et d'y avoir sa sépulture, lui et sa famille, dans ladite église, et d'y faire apposer ses épitaphes tant sur sa pierre tombale que sur les vitraux ou même au moyen d'un écu scellé dans les murs de l'église.
Sur le plan judiciaire, Rebreuve dépendait de la sénéchaussée de Saint-Pol (Saint-Pol-sur-Ternoise) en première instance, et en seconde instance au Conseil d'Artois et, en appel, au Grand Conseil de la ville de Malines.
Concernant les actes notariés, moment important de la vie de nos ancêtres puisqu'ils régissaient toute leur vie sociale, ceux-ci avaient le choix de s'adresser au notariat d'Avesnes-le-Comte, de Saint-Pol ou le plus souvent à celui de Frévent. Les contrats qui y étaient passés concernaient les plus souvent leur contrat de mariage, qui stipulaient la transmission et l'apport des biens au mariage, les ventes et achats de terre et propriétés, les accords (même des accords de dédommagement pour meurtre), les baux de terre, les testaments et enfin, les partages de biens.
Les insinuations de ces actes se faisaient à la sénéchaussée de Saint-Pol, et portaient en Artois le nom de « Gros » et donc à Saint-Pol le nom de « Gros de St Pol » ; on pouvait y avoir recours en cas de litige ou de disparition des minutes chez le notaire. Les archives du Gros de Saint-Pol seront complètement consumées en 1915 à la suite de l'incurie notoire de l'administration qui laissa ces archives sous le feu de l'ennemi.

### Administration royale
Royaume de France, après 1658 : l'Artois était réputé Pays d'État avec son « Parlement » nommé Conseil d'Artois ou parfois Conseil Provincial d'Artois. Il n'y avait ni taille, ni gabelle, ni contrôle du sel sur toute l'étendue de la province. La frontière « douannière » pour le sel se situait au niveau actuel du département de la Somme.

### Registres aux BMS et de l'État civil
Registre aux BMS de la paroisse de Rebreuve- uniquement catholique -de 1662 à 1792 : aucune lacune aux registres.
Registre aux NMD de la commune de Rebreuve : État civil depuis 1792 jusqu'à nos jours : aucune lacune.
Registre aux BMD de la paroisse de Rebreuve 1803-1900. Avec reconstitution des actes de baptêmes célébrés clandestinement de 1793 à 1802, par le nouveau curé concordataire.
Il faut noter qu'en 1918, pendant la Grande Guerre le front d'Artois semblant vouloir céder sous la pression des armées allemandes, l'administration française se décida, pour éviter une destruction totale des registres entreposés dans les mairies des communes menacées, d'évacuer au château de Chambord tous les registres clos des administrations communales ; soit plus de 200 communes.
Rassemblées dans un port de la Manche, ces registres furent chargés sur un bateau qui remonta ensuite la Loire jusqu'à Chambord où ils furent entreposés. Ces caisses d'archives furent en partie noyées par les flots et les registres de Rebreuve revinrent, en 1919, en grande partie très abîmés. Il existe des doubles de ces registres ; la collection du greffe, qui est en bon état.

Notes : les registres de la paroisse de Rebreuve : 1662-1792 sont entièrement dépouillés. Les registres aux actes de l'état civil 1792-1913 sont aussi entièrement dépouillés.

### Registres de conseil municipal
La collection de registres du conseil municipal, qui contiennent les actes de la commune, débute en 1815 et est continue jusqu'à notre époque. On trouve dans ces documents tout ce qui touche à la vie villageoise tant réfection des chemins que budget communal, aides aux personnes, élection des maires et des conseillers, etc. ; c'est une mine d'informations sur la vie villageoise.
Cadastre
On a l'habitude de dire que les cadastres en France débutent avec l'administration napoléonienne. En Artois et donc à Rebreuve, il n'en est rien. C'est à Charles Quint, empereur, que nous devons notre premier "cadastre". Même si celui-ci ne contient pas de plan cadastral, il énumère toutes les propriétés avec leur propriétaire, les tenants et les aboutissants ainsi que le montant de l'imposition due. Ce document porte le nom de "Centièmes" et date de 1569. Puis, sous l'administration française, furent créés les registres Aux Vingtièmes qui sont aussi des cadastres de style ancien. Il faut, en effet, attendre l'époque napoléonienne pour que le cadastre "moderne" apparaisse dans notre administration.
C'est donc en 1813 que le plan cadastral ainsi que le registre délimitant le pourtour de la commune furent rédigés. Une matrice dite cadastrale fut aussi créée ; elle reprenait toutes les parcelles du plan cadastral et en donnait le nom du propriétaire ainsi que le montant de l'imposition.
Dans le parler populaire des habitants de Rebreuve, l'impôt prélevé sous l'Ancien Régime se dit "chés arlièfs" et de là "pai-ier chés arliefs". Jusqu'en 1950, il était courant, lors de discussion sur les impôts à régler au percepteur, d'entendre les anciens du village de parler "d'avoir à payer chés arlièfs" ; ils utilisaient encore ce vieux mot d'autrefois.

### Paroisse
La paroisse de Rebreuve-sur-Canche est sous le patronage de saint Vaast ; c'est l'église matrice. Sous l'Ancien Régime, l'abbaye d'Arrouaise nomme à la cure. Autrefois, la paroisse dépendait du diocèse de Thérouanne, puis du diocèse de Boulogne, et enfin d'Arras.

### La Résistance à Rebreuve. 1940-1945
Il y eut dans la haute vallée de la Canche deux périodes de résistance très distinctes.
La première organisation de Résistance à l’ennemi débuta tout de suite après l’occupation de 1940, -mai/juin 1940- D’après les informations recueillies, c’est le curé desservant la paroisse de Boubers-sur-Canche, qui dirigeait cette organisation. Une autre personne aussi très active et qui mit sa vie en grand danger fut Mlle Debrock. Infirmière de la Croix Rouge, elle put grâce à sa fonction, mener et faciliter le départ vers la zone dite libre de très nombreux militaires britanniques. Ces deux personnages méritants  furent tout à fait oubliés des historiens locaux.

Se rattachaient à ce petit groupe des personnes et familles de la région qui servaient de point de chute à ces militaires qui au début des combats -mai-juin- s’étaient échappés des colonnes de prisonniers qui les menaient à pied vers les gares du Nord de la France pour y être embarqués vers les camps d’internements en Allemagne.
La deuxième organisation, beaucoup plus professionnelle, se créa en août 1943 et portait le nom de « Borbeaux-Loupiac » et était sous le commandement de René Guittard de Frévent.
Voici la liste des personnes qui servirent à diverses époques les organisations clandestines de la Résistance. Bien entendu, d’autres personnes ont très bien pu faire partie de ces organisations de Résistance, mais beaucoup restèrent très discrètes après 1945 et leur nom resta dans l’oubli. Il est vrai que le Général de Gaulle déclarait, et une grande majorité de ces Résistants à l’échelon local étaient d’accord là dessus, que « ceux qui avaient résisté à l’envahisseur n’avaient fait que leur devoir ».
À Rebreuve : -Paul Debret, de Honval lez Rebreuve. -Marius Quentin, de Honval lez Rebreuve. -Joseph Fatoux, de Rebreuve, instituteur. -Lucien Letho du clos et Marie Louise Herbet, son épouse, -Louis Herbet et Héléna Decroix, son épouse,
À Rebreuviette : -Hermance Jouy, logea de juin à septembre 1940, des militaires britanniques échappés des colonnes de prisonniers ; elle mit sa vie en grand danger. -Pierre Chabé,
Etrée Wamin : -Gaston Lecoq, -Jeanne Bertout,

## Politique et administration

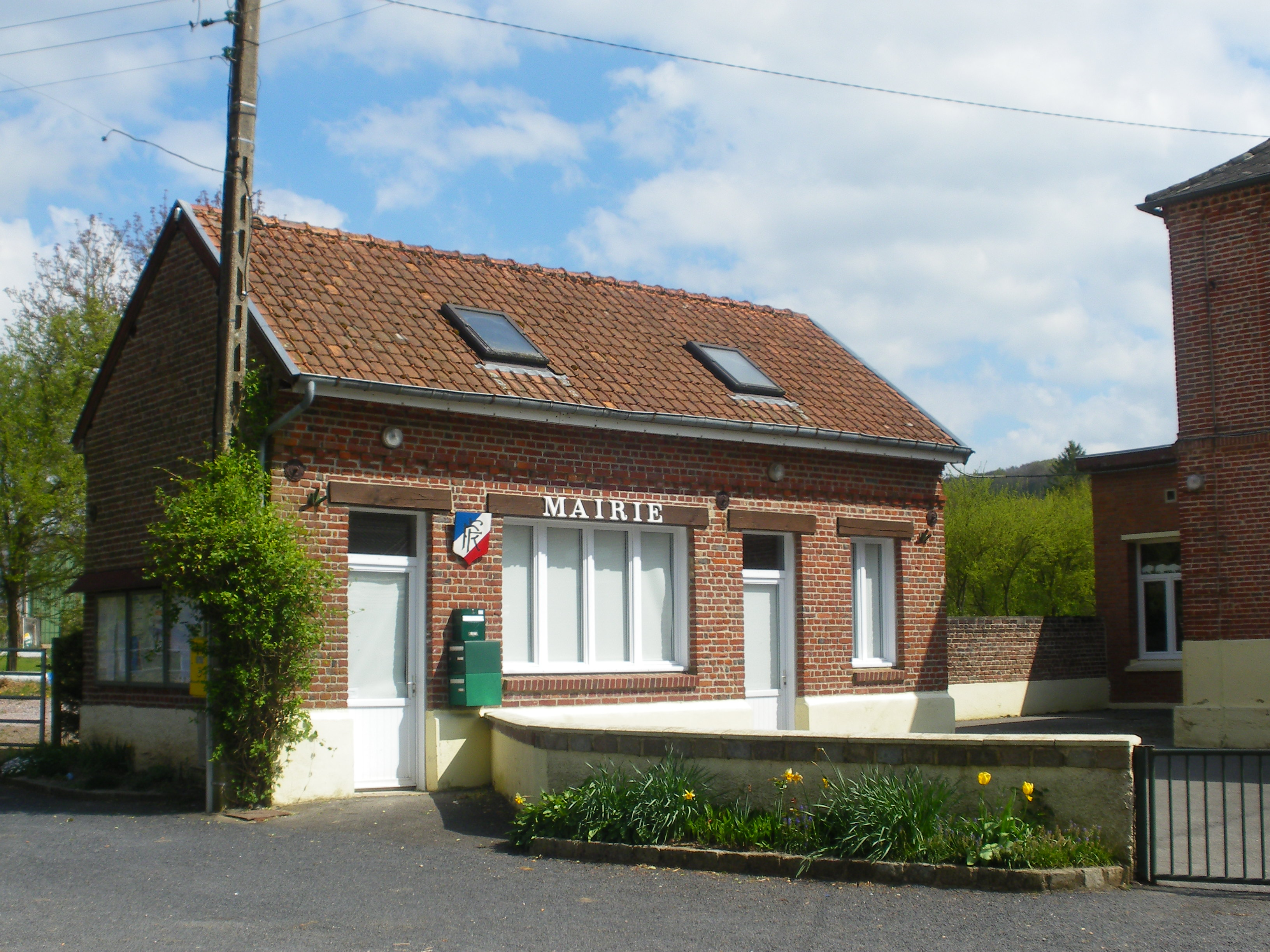
La mairie.

### Découpage territorial
La commune se trouve dans l'arrondissement d'Arras du département du Pas-de-Calais. Sous l’Ancien Régime, elle se trouvait dans la province d'Artois.

#### Commune et intercommunalités
La commune est membre de la communauté de communes des Campagnes de l'Artois qui regroupe 96 communes et totalise 33 141 habitants en 2021.

#### Circonscriptions administratives
La commune est rattachée au canton d'Avesnes-le-Comte. Sous l’Ancien Régime, elle était rattachée au comté de Saint-Pol.

#### Circonscriptions électorales
Pour l'élection des députés, la commune fait partie de la première circonscription du Pas-de-Calais.

### Élections municipales et communautaires

#### Liste des maires
| Période      | Période      | Identité                               | Étiquette | Qualité                                              |
| ------------ | ------------ | -------------------------------------- | --------- | ---------------------------------------------------- |
| 1946         |              | Ulysse Sacleux                         |           |                                                      |
| mars 1971    | 1977         | Charles Thilliez                       |           |                                                      |
| mars 1978    | 1980         | Daniel Bonnelle                        |           | Démissionnaire                                       |
| mars 1980    | 2001         | Michel Dugarin                         | DVG       |                                                      |
| mars 2001    | 2003         | Jean-Marie Pinchon                     |           |                                                      |
| mars 2003    | 2008         | Michel Martinage                       |           |                                                      |
| mars 2008    | janvier 2016 | Daniel Bonnelle Démissionnaire en 2016 |           | Agriculteur retraité Réélu pour le mandat 2014-2020, |
| février 2016 | en cours     | Michel Dugarin                         |           | Ancien agriculteur Réélu pour le mandat 2020-2026,   |

## Population et société

### Démographie
Les habitants sont appelés les Rebreuvois.

#### Évolution démographique
L'évolution du nombre d'habitants est connue à travers les recensements de la population effectués dans la commune depuis 1793. Pour les communes de moins de 10 000 habitants, une enquête de recensement portant sur toute la population est réalisée tous les cinq ans, les populations de référence des années intermédiaires étant quant à elles estimées par interpolation ou extrapolation. Pour la commune, le premier recensement exhaustif entrant dans le cadre du nouveau dispositif a été réalisé en 2004.

En 2022, la commune comptait 188 habitants, en évolution de −4,57 % par rapport à 2016 (Pas-de-Calais : −0,72 %, France hors Mayotte : +2,11 %).
| 1793 | 1800 | 1806 | 1821 | 1831 | 1836 | 1841 | 1846 | 1851 |
| ---- | ---- | ---- | ---- | ---- | ---- | ---- | ---- | ---- |
| 389  | 333  | 396  | 416  | 415  | 376  | 370  | 372  | 382  |

| 1856 | 1861 | 1866 | 1872 | 1876 | 1881 | 1886 | 1891 | 1896 |
| ---- | ---- | ---- | ---- | ---- | ---- | ---- | ---- | ---- |
| 389  | 370  | 380  | 347  | 346  | 333  | 369  | 348  | 329  |

| 1901 | 1906 | 1911 | 1921 | 1926 | 1931 | 1936 | 1946 | 1954 |
| ---- | ---- | ---- | ---- | ---- | ---- | ---- | ---- | ---- |
| 333  | 348  | 334  | 314  | 274  | 273  | 260  | 280  | 270  |

| 1962 | 1968 | 1975 | 1982 | 1990 | 1999 | 2004 | 2006 | 2009 |
| ---- | ---- | ---- | ---- | ---- | ---- | ---- | ---- | ---- |
| 240  | 230  | 176  | 183  | 199  | 180  | 206  | 212  | 221  |

| 2014 | 2019 | 2022 | - | - | - | - | - | - |
| ---- | ---- | ---- | - | - | - | - | - | - |
| 204  | 188  | 188  | - | - | - | - | - | - |

#### Pyramide des âges
En 2018, le taux de personnes d'un âge inférieur à 30 ans s'élève à 28,7 %, soit en dessous de la moyenne départementale (36,7 %). À l'inverse, le taux de personnes d'âge supérieur à 60 ans est de 33,5 % la même année, alors qu'il est de 24,9 % au niveau départemental.
En 2018, la commune comptait 101 hommes pour 90 femmes, soit un taux de 52,88 % d'hommes, largement supérieur au taux départemental (48,50 %).
Les pyramides des âges de la commune et du département s'établissent comme suit.
| Hommes | Classe d’âge | Femmes |
| ------ | ------------ | ------ |
| 2,0    | 90 ou +      | 3,4    |
| 9,1    | 75-89 ans    | 9,0    |
| 17,2   | 60-74 ans    | 27,0   |
| 20,2   | 45-59 ans    | 20,2   |
| 16,2   | 30-44 ans    | 19,1   |
| 15,2   | 15-29 ans    | 9,0    |
| 20,2   | 0-14 ans     | 12,4   |

| Hommes | Classe d’âge | Femmes |
| ------ | ------------ | ------ |
| 0,5    | 90 ou +      | 1,6    |
| 5,6    | 75-89 ans    | 8,9    |
| 16,7   | 60-74 ans    | 18,1   |
| 20,2   | 45-59 ans    | 19,2   |
| 18,9   | 30-44 ans    | 18,1   |
| 18,2   | 15-29 ans    | 16,2   |
| 19,9   | 0-14 ans     | 17,9   |

### Cultes
Rebreuve dépend du diocèse d'Arras, avec curé résidant à Frévent. L'église a pour patron saint Vaast.

## Culture locale et patrimoine

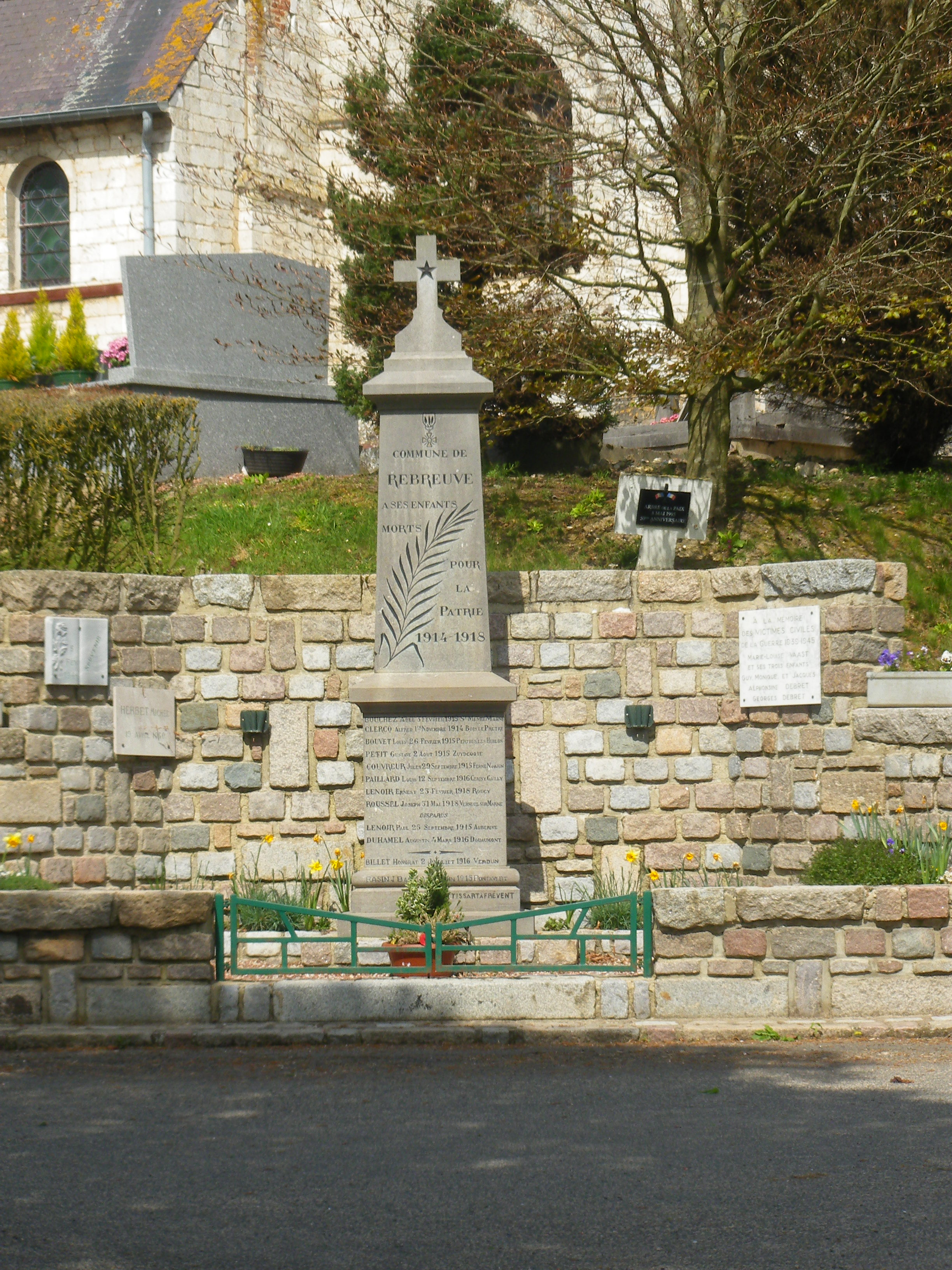
Le monument aux morts devant l'église.

Le village est orné de deux édifices importants : une église en partie du XVIe siècle et un château de style Renaissance bâti vers 1885 par la famille de Boffe. La mairie et l’école, bâtiments relativement modernes, contiennent les services administratifs et scolaires de la commune.
- L'église de la paroisse est sous le patronage de saint Vaast, évangélisateur de la Haute vallée de la Canche. D'un petit oratoire du XIe siècle on construisit une église plus importante qui subit les aléas des guerres entre la France et les Pays-Bas espagnols : François Ier et son armée détruisirent de fond en comble ce sanctuaire laissant seulement la tour clocher a peu près intacte. Vers 1550, on reconstruisit la nef et l'on plaça dans le clocher trois cloches. Peu avant la Révolution française de 1789, deux de ces cloches étant fêlées ont fondit ces trois cloches pour n'en faire qu'une ; c'est celle qui s'y trouve encore aujourd'hui.
L'église a fait l'objet d'un chantier de restauration en 2014[39].
- Le château de M. et Mme de Boffe, châtelains, famille dont l'origine se trouve à Amiens et qui vers 1815 achetèrent tout un ensemble de bâtiments et de terres qui avaient formé sous l'ancien régime la seigneurie à Cloche de la paroisse - seigneurie à cloche car c'était la seigneurie principale du village où se trouvaient l'église et son clocher -. Vers 1751, la famille Boucquel de Warlus acquit cette seigneurie et alors elle fit bâtir à la place de la ferme seigneuriale un premier château. Vers 1889, la famille de Boffe fit de grands travaux d'agrandissement en ajoutant au bâtiment de 1751 un nouvel ensemble de constructions qui forment le bâtiment actuel. Le château en totalité ; les façades et toitures des communs et du pavillon de gardien font l’objet d’une inscription au titre des monuments historiques depuis le 30 décembre 2010[40].
- Le « château de madame Petit », grande résidence bourgeoise, qui porte le nom de sa propriétaire. D'après le souvenir des anciens de Rebreuve, il y aurait eu au hameau de Honval un autre petit château ou grosse ferme seigneuriale aujourd'hui totalement disparu. Ce château ou ferme était la propriété de la famille du Val du Nattoy vers 1685, puis vers 1710 de la famille van Rhemen des Avesnes.
- Autrefois deux moulins à eau moulaient les grains et tordaient l'huile sur le cours de la Canche. On peut encore voir ceux-ci puisque les bâtiments existent encore. Le moulin à huile fut, vers 1920, remplacé une scierie qui portait le nom de son créateur : Léon Vaast. Le moulin à farine arrêta son activité lorsque les minoteries à vapeur entrèrent en activité. Les bâtiments servent aujourd'hui à l'usage de camping.
- Un petit moulin à vent habillait le paysage du hameau de la Cousture. En 1813 il était encore en activité mais vers 1825 un ouragan le mis bas. Il ne reprit pas son activité.
- Le monument aux morts, surmonté d'une croix latine[41].

### Fermes et ménages
Comme dans tout le domaine Picard, Rebreuve-sur-Canche avait une façon assez particulière de nommer les habitations. Nous avons vu dans les articles précédents les monuments principaux que l'on nomme simplement par leur nom : château de Boffe, château de Madame Petit, Scierie Vaast.
Pour les autres bâtiments à usage de culture telles les fermes, celles-ci prennent le nom de leur propriétaire mais en conservant leur dénomination picarde : par exemple la « cinsse Cleret » devenu ensuite « Cinsse Rougegrez » par changement de propriétaire ; « Cinsse » et « Cinssier » qui se traduiraient littéralement en français par « Cense » et Censsier » ; c'est le fermier actuel. Les autres bâtiments du village sont les habitations des ménagers ; c'est-à-dire de ceux qui possèdent un lopin de terre et quelques animaux de ferme ; ils vivent presque en autarcie consommant leurs productions. Les ménagers ont parfois une autre activité artisanale mais souvent ils louent leurs bras à la journée dans les fermes lors des récoltes c'est pour cela qu'on les nomme journaliers ou plus souvent manouvriers. Il était assez mal vu de ne pas posséder au moins la propriété de sa maison avec un petit jardin y attenant. Ce dicton le montre bien : « èch ti qui n'ô point éd mazon, i n'ô point éd village » c'est-à-dire en français : « celui qui n'a pas de maison, n'a pas de village » ; il n'est donc pas considéré comme faisant partie de la communauté villageoise.

## Héraldique
| Blason de Rebreuve-sur-Canche | Blason  | D'argent à la bande de gueules chargée de trois coquilles d'or. |
| Blason de Rebreuve-sur-Canche | Détails | Le statut officiel du blason reste à déterminer.                |

Le blason ci-dessus, donné comme armes de la commune, n'a aucune « légitimité » puisqu'il s'agit des Armes de Jean VII de Béthencourt, abbé d'Arrouaise en 1550. Personne n'est aujourd'hui capable de dire pourquoi la commune s'est adjugée ces armes il y a peu de temps !
Jean de Béthencourt, en tant qu'abbé d'Arrouaise, nommait à la cure les curés et avait, au temporel, droit de dismes sur Rebreuve ; c'est la seule chose qui le relie avec l'actuelle commune.

## Pour approfondir

#### Bases de données, dictionnaires et encyclopédies
- Ressources relatives à la géographie :   - Insee (communes)
  - Ldh/EHESS/Cassini
- Ressource relative à plusieurs domaines :   - Annuaire du service public français
- Notices d'autorité :   - VIAF
  - BnF (données)
  - LCCN
  - Israël
  - WorldCat